# Градове в Древен Египет

### Долен Египет
- 1 ном
  - Мемфис
- 2 ном
  - Летопол
- 3 ном
  - Апис
  - Хермопол
- 4 ном
  - Пропозис
- 5 ном
  - Саис
- 6 ном
  - Буто
  - Xoïs
- 7 ном
  - Даманхур
  - Метелис
- 8 ном
  - Hérôonpolis
  - Pithom
- 9 ном
  - Бузирис
- 10 ном
  - Атрибис
- 11 ном
  - Леонтополис
  - Pharbaethos
- 12 ном
  - Себенит
- 13 ном
  - Хелиополис
- 14 ном
  - Танис
  - Silé
- 15 ном
  - Hermopolis parva
- 16 ном
  - Мендес
- 17 ном
  - Behedet
  - Diospolis Katé
  - Diospolis parva
- 18 ном
  - Бубастис
- 19 ном
  - Леонтополис
  - Танис
- 20 ном
  - Per-Sopdou
  - Arabia

### Горен Египет
- 1 ном
  - Филе
  - Елефантин
  - Омбос
- 2 ном
  - Аполинополис
- 3 ном
  - Хиеракнополис
  - Eileithuyapolis
  - Латополис
  - Hermonthis
- 4 ном
  - Тива
  - Diospolis Magna
- 5 ном
  - Коптос
  - Омбос
- 6 ном
  - Дендара
  - Tentyris
- 7 ном
  - Diospolis parva
- 8 ном
  - Абидос
  - This
- 9 ном
  - Панопол
  - Khemmis
- 10 ном
  - Ликополис
  - Афродитополис
- 11 ном
  - Hypselis
- 12 ном
  - Antaeopolis
- 13 ном
  - Ликополис
- 14 ном
  - Cusae
- 15 ном
  - Хермополис
- 16 ном
  - Théodosiopolis
- 17 ном
  - Кинополис
- 18 ном
  - Hipponos
- 19 ном
  - Оксиринх
- 20 ном
  - Хераклеополис
- 21 ном
  - Крокодолопол
  - Arsinoé
- 22 ном
  - Афродитополис